# Міжстегновий секс
Міжстегнови́й секс (англ. intercrural sex, femoral sex, interfemoral sex) — один з видів сексу без проникнення, який полягає у здійсненні фрикцій між стегнами партнера чи партнерки.

## У гетеросексуальних контактах
До гетеросексуального міжстегнового сексу часто вдаються підлітки: для запобігання вагітності або збереження цноти (у розумінні цілості гімена). Американська феміністка Шир Гайт, поводячи дослідження у 1976 і 1981 роках, виявила, що жінки здатні досягати оргазму стимуляцією клітора шляхом міжстегнового контакту. У Японії гетеросексуальний міжстегновий секс є складовою сексуальної техніки сумата.
Міжстегновий секс поширений у деяких суспільствах: наприклад, згідно з опитуваннями, проведеними в 1997 році у передмістях Калькутти, 73% чоловіків його практикують, причому на поширеність впливають і релігійні переконання: серед мусульман всього 40% практикують, а серед індуїстів 82%. Рівень доходів теж має значення: лише 50% чоловіків з низькими прибутками займаються міжстегновим сексом, у той час, як 88% чоловіків зі середнім достатком повідомили про це.

## У гомосексуальних контактах
Гомосексуальний міжстегновий секс був звичайним у Давній Греції, як основна форма мужолозтва: анальні зносини вважалися принизливими для приймаючого партнера. Самі стародавні греки вживали щодо таких контактів дієслово «діамерізейн» (грец. διαμηρίζειν, досл. «робити між стегнами»).
Такий спосіб сексу між чоловіками відомий в англомовних країнах під іншими термінами: «Принстонський першорічок» (Princeton First-Year), «Оксфордський стиль» (Oxford Style), «Оксфордське тертя» (Oxford rub), або «Тертя Ліги плюща» (Ivy League rub). Такі назви з'явилися через поширення подібної практики серед учнів чоловічих навчальних закладів (Оксфорду, Принстону, університетів «Ліги Плюща») зокрема, у XIX ст..
Припускають, що міжстегновий секс посідав значне місце у сексуальному житті багатьох історичних осіб, відомих гомосексуальними (бісексуальними) нахилами. Так, згідно з біографом Оскара Вайлда Річардом Еллманном, поета познайомив з таким способом мужолозтва його друг Роберт Росс, і здається, Вайлд надавав йому перевагу навіть перед оральним сексом. Пліткували, що Шака Зулу практикував міжстегнові зносини між своїми вояками «для згуртовування та зміцнення вірності». Вислови щодо Александра Македонського (як за його життя, так і після смерті), приписувані філософам-кінікам, наводять на думку про існування міжстегнових зносин в Александра та його друга Гефестіона.